# XS-1
Ne doit pas être confondu avec Bell X-1.

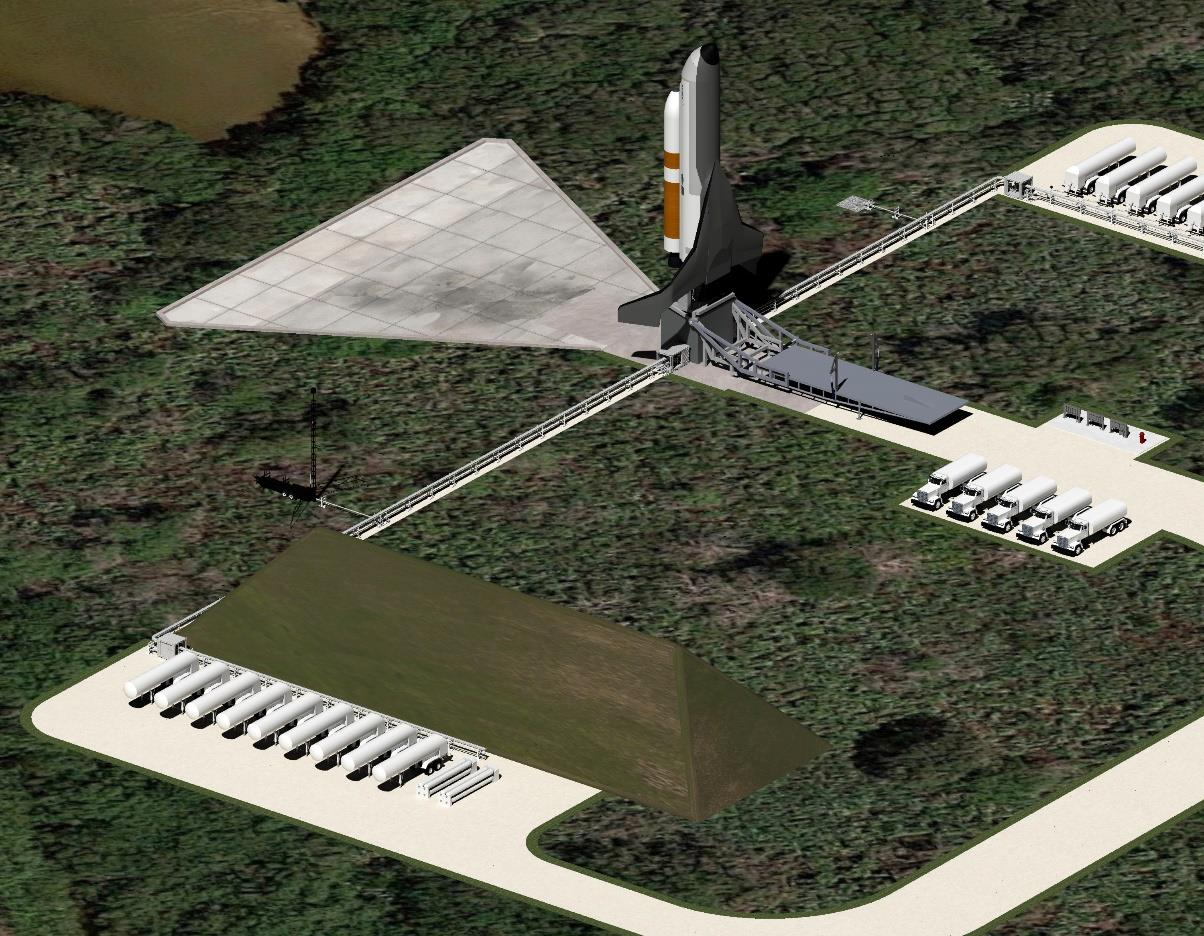
Un rendu du lanceur XS-1 Phantom Express de Boeing sur LC-48.

Le XS-1 (XS pour en anglais : Experimental Spaceplane, c'est-à-dire en français : « navette spatiale expérimentale ») est un projet de lanceur léger réutilisable que la DARPA, l'agence de recherche du département de la Défense des États-Unis, a initié en 2013.

## Description
Le cahier des charges du XS-1 est le suivant :
- Le lanceur doit pouvoir placer en orbite basse une charge utile de 1,8 tonne ;
- Coût de lancement plafonné à 5 millions de dollars ;
- Premier étage réutilisable pouvant atteindre une vitesse de Mach 10 ;
- Le ou les étages supérieurs chargés d'achever la mise en orbite ne sont pas réutilisables ;
- Après sa récupération remise en état opérationnel du premier étage très rapide permettant d'effectuer dix lancements successifs en dix jours.

## Avancement du projet
Le projet a été annoncé en septembre 2013. Trois groupes de sociétés ont été sélectionnés en juillet 2014 pour concevoir un démonstrateur du premier étage réutilisable ;
- Boeing associée à Blue Origin
- Masten Space Systems associé à XCOR Aerospace
- Northrop Grumman associé à Virgin Galactic.

Dans la phase 1 du projet les concurrents doivent développer un démonstrateur en identifiant et mettant en œuvre les technologies à même de réduire les coûts et d'atteindre les objectifs opérationnels. Ils doivent également définir les modalités de fabrication et de mise en œuvre.
La DARPA a sélectionné le projet Phantom Express de Boeing en mai 2017 pour les phases 2 et 3 de ce qui était à l'origine appelé le programme XS-1. 
L'objectif du Phantom Express était de disposer d'une navette robotisée de 30 mètres de long et 19 mètres d'envergure motorisé par un Aerojet Rocketdyne AR-22, une variante du moteur principal de la navette spatiale, décollant à la verticale et capable d'atteindre Mach 10 au-dessus de l'atmosphère, avant de larguer un petit second étage (et un satellite) et de revenir se poser sur une piste d'aéroport.
En juillet 2018, Aerojet Rocketdyne a montré que son moteur AR-22 était capable d'une vitesse de vol aussi élevée lorsque la société a effectué dix essais de tir statique du même moteur AR-22 sur une période de 240 heures. 
Le 22 janvier 2020, le porte-parole de la DARPA, a déclaré que Boeing avait notifié l'agence de sa décision de quitter le programme expérimental des avions spatiaux « immédiatement ». La DARPA n'a pas indiqué pourquoi Boeing abandonnait le programme.
Ce programme suit une démarche similaire au programme Airborne Launch Assist Space Access (ALASA) de la DARPA dont l'objectif est de permettre la mise en orbite de charge utile de moins de 45 kilogrammes avec un préavis de 1 jour et pour un coût de 1 million de dollars américains. Ce programme confié à Boeing qui voulait envoyer des satellites avec un missile modifié depuis un chasseur F-15 avait échoué en 2015.